# 浅羽俊一郎
浅羽 俊一郎（あさば しゅんいちろう、1950年 - ）は、元・国連難民高等弁務官事務所駐日本韓国事務所副代表。同パキスタン・クェッタ事務所長

## 来歴
東京都立秋川高等学校卒業。1974年、慶應義塾大学経済学部卒業、東京YMCAへ就職。1983年、青少年育成国民会議へ就職、1984年国連難民高等弁務官事務所（UNHCR ）へ就職 。
UNHCRの主な勤務地：パキスタン（ペシャワール）、ソマリア、モザンビーク、スイス（ジュネーブ本部）、タジキスタンとチェチェン緊急支援チーム、ボスニア・ヘルツエゴヴィナ、駐日本・韓国事務所（東京）副代表を経て、パキスタン・クェッタ事務所長にて2007年退任。
Y’s Men International 東日本区ユース事業主任・100周年事業アジア太平洋地域音楽委員会議長、東京YMCA国際委員長、世界YMCA同盟難民問題専門委員会メンバーとして奉仕、2021年さいたま市内にて地域活動「き咲きてらす」開設

## その他
東京山手クラブの会長。
山手クラブ60周年記念会では、ジャズバンドで、ピアノを弾き、リーダー として素晴らしい演奏を披露